# Campeonato Peruano de Futebol de 2025 – Segunda Divisão
A Liga 2 de 2025 ou Liga 2 de Futebol Profissional de 2025 — oficialmente chamada de Liga 2 Caja Cusco 2025 por motivos de patrocínio — é a 73ª edição da segunda divisão do futebol peruano, 7.ª como "Liga 2" e 1.ª com o patrocínio da Caja Cusco. O certame é organizado pela Liga de Futebol Profissional (LFP) da Federação Peruana de Futebol (FPF). 
A competição conta com 15 equipes, sendo 10 remanescentes da Liga 2 de 2024, 3 rebaixadas da Liga 1 de 2024 e 2 promovidas da Copa do Peru de 2024. Teve início no dia 4 de abril de 2025 e está prevista para terminar em outubro do mesmo ano.

## Participantes
Inicialmente, 18 equipes estavam previstas para disputar a temporada de 2025 da Liga 2: as 16 melhores colocadas de 2024 (com exceção do campeão e do vice-campeão, respectivamente, Alianza Universidad e Juan Pablo II College) além dos finalistas da Copa do Peru de 2024, Bentín Tacna Heroica e FC Cajamarca, que fazem sua estreia na divisão de prata do futebol peruano. No entanto, em outubro de 2024, o Deportivo Municipal teve sua licença para atuar na Liga 2 revogada e acabou sendo rebaixado para a Liga 3 de 2025 (terceira divisão), reduzindo o número de participantes de 18 para 17 clubes.
Pouco depois, Ayacucho e Binacional, rebaixados da Liga 1 de 2023, venceram uma disputa judicial contra a Federação Peruana de Futebol (FPF) e garantiram sua reintegração à Liga 1 de 2025, reduzindo assim de 17 para 15 times no total.
O campeão da Liga 2 de 2024, Alianza Universidad, e o vice-campeão, Juan Pablo II College, garantiram o acesso à Liga 1 de 2025. O Juan Pablo II College conquistou o inédito acesso à elite do futebol peruano, enquanto o Alianza Universidad voltou à primeira divisão após sua última participação em 2020. As vagas deixadas pelas equipes promovidas foram preenchidas por Carlos A. Mannucci, Universidad César Vallejo e Unión Comercio, que foram rebaixados ao final da Liga 1 de 2024. Além disso, Deportivo Municipal, Carlos Stein, Juan Aurich e Unión Huaral foram rebaixados ou desclassificados para a Liga 3 ao fim da temporada de 2024 da Liga 2.
Em 19 de dezembro de 2024, o clube UCV Moquegua anunciou oficialmente a mudança de nome para Club Deportivo Moquegua, numa tentativa de renovar sua identidade esportiva.
| GRUPO 1                   |            |             |
| Clube                     | Cidade     | Região      |
| ADA Jaén                  | Jaén       | Cajamarca   |
| Carlos A. Mannucci        | Trujillo   | La Libertad |
| Deportivo Llacuabamba     | Huamachuco | La Libertad |
| FC Cajamarca              | Cajamarca  | Cajamarca   |
| FC San Marcos             | Huaraz     | Áncash      |
| Pirata FC                 | Chongoyape | Lambayeque  |
| Universidad César Vallejo | Trujillo   | La Libertad |

| GRUPO 2                |          |            |
| Clube                  | Cidade   | Região     |
| Academia Cantolao      | Callao   | Callao     |
| Bentín Tacna Heroica   | Tacna    | Tacna      |
| Comerciantes           | Iquitos  | Loreto     |
| Deportivo Coopsol      | Chancay  | Lima       |
| Deportivo Moquegua     | Moquegua | Moquegua   |
| Santos                 | Nazca    | Ica        |
| Unión Comercio         | Tarapoto | San Martín |
| Universidad San Martín | Lima     | Lima       |

## Fase regional
Será disputada em grupos, conforme a distribuição geográfica das equipes. As 15 equipes foram divididas em dois grupos: o Grupo 1, com 7 times, e o Grupo 2, com 8 times. Dentro de cada grupo, os clubes se enfrentarão em turno e returno, em um total de 14 rodadas. Os cinco primeiros colocados de cada um dos grupos regionais (Grupo 1 e Grupo 2) avançam para a segunda fase (ou fase de grupos).
Acompanhe nos links a seguir a classificação do Grupo 1 e 2: Soccerway, FutbolPeruano (em castelhano), Ovacion (em castelhano)

## Fase de grupos
As equipes são redistribuídas da seguinte forma: O Grupo A será composto pelo 1º, 3º e 5º colocados do Grupo 1, além do 2º e 4º colocados do Grupo 2; Já o Grupo B terá o 1º, 3º e 5º colocados do Grupo 2, junto com o 2º e 4º colocados do Grupo 1. Para o início desta fase, os líderes de cada grupo regional começam com 2 pontos extras, enquanto os segundos colocados iniciam com 1 ponto adicional.
O Grupo do Rebaixamento será formado pelas equipes que terminaram na parte de baixo dos grupos regionais: o 6º e 7º colocados do Grupo 1, e o 6º, 7º e 8º colocados do Grupo 2. Esses cinco times disputarão em sistema de todos contra todos (ida e volta), totalizando 10 rodadas. Ao final dessa fase, o último colocado será rebaixado para a Liga 3 de 2026.

## Fase final
A fase final (ou playoffs de acesso) vão definir o campeão da Liga 2 e o segundo time promovido, por meio de uma repescagem. Será disputada nas seguintes etapas:

### Quartas de final
Jogos únicos, com mando de campo para os segundos colocados de cada grupo da fase anterior: Chave 1 (2º do Grupo B × 3º do Grupo A) e Chave 2 (2º do Grupo A × 3º do Grupo B). Os vencedores dessas partidas avançam às semifinais. Caso haja empate no placar ao final do tempor regulamentar, a vaga será decidida nos pênaltis.
| Chave | Clube 1       | Placar | Clube 2       | 1.º jogo | 2.º jogo |
| ----- | ------------- | ------ | ------------- | -------- | -------- |
| 1     | 2º do Grupo B | —      | 3º do Grupo A | SEM      | SEM      |
| 2     | 2º do Grupo A | —      | 3º do Grupo B | SEM      | SEM      |

### Semifinal
Jogos de ida e volta, com o clube oriundo das quartas de final jogando a primeira partida em casa: Chave A (1º do Grupo A × Vencedor da Chave 1) e Chave B (1º do Grupo B × Vencedor da Chave 2). Os vencedores seguem para a final. Caso haja empate no placar agregado, a vaga será decidida nos pênaltis.
| Chave | Clube 1       | Agregado | Clube 2             | 1.º jogo | 2.º jogo |
| ----- | ------------- | -------- | ------------------- | -------- | -------- |
| A     | 1º do Grupo A | —        | Vencedor da Chave 1 | —        | —        |
| B     | 1º do Grupo B | —        | Vencedor da Chave 2 | —        | —        |

### Disputa pelo terceiro lugar
Partidas serão em ida e volta, com o jogo de volta disputado na casa da equipe melhor posicionada: Perdedor da Semifinal A × Perdedor da Semifinal B. O vencedor da partida terá uma nova chance de acesso por meio da repescagem contra o vice-campeão. Caso haja empate no placar agregado, a vaga será decidida nos pênaltis.
| Chave | Clube 1             | Agregado | Clube 2             | 1.º jogo | 2.º jogo |
| ----- | ------------------- | -------- | ------------------- | -------- | -------- |
| —     | Perdedor da Chave A | —        | Perdedor da Chave B | —        | —        |

### Final
Jogos de ida e volta, com o jogo de volta disputado na casa da equipe melhor posicionada: Vencedor da Semifinal A × Vencedor da Semifinal B. O campeão da Liga 2 garante acesso direto à Liga 1 de 2026, enquanto o vice-campeão terá uma nova chance de acesso por meio da repescagem contra o terceiro colocado. Caso haja empate no placar agregado, a vaga será decidida nos pênaltis.
| Chave | Clube 1             | Agregado | Clube 2             | 1.º jogo | 2.º jogo |
| ----- | ------------------- | -------- | ------------------- | -------- | -------- |
| —     | Vencedor da Chave A | —        | Vencedor da Chave B | —        | —        |

### Repescagem pelo segundo acesso
Disputada em ida e volta, com o time melhor classificado jogando a segunda partida em casa: Vice-campeão × 3º colocado. O vencedor acompanha o campeão e também sobe para a Liga 1 de 2026. Caso haja empate no placar agregado, a vaga será decidida nos pênaltis.
| Chave | Clube 1      | Agregado | Clube 2      | 1.º jogo | 2.º jogo |
| ----- | ------------ | -------- | ------------ | -------- | -------- |
| —     | Vice-campeão | —        | 3.º colocado | —        | —        |

## Premiação
| Liga 2 Caja Cusco de 2025 Segunda Divisão do Campeonato Peruano de Futebol |
| -------------------------------------------------------------------------- |
| EM DISPUTA Campeão (?.º título da segunda divisão)                         |